# 陶格夫匹爾斯市鎮
陶格夫匹爾斯市鎮，曾是拉脫維亞的一個市鎮，設立於2009年。该市镇位於該國東南部，行政中心为陶格夫匹爾斯（为单独的共和国城市，不在本市镇的辖区范围内），人口28,733人，面積1877.6平方公里，人口密度約15人/km2。
2021年7月1日，陶格夫匹爾斯市鎮和伊盧克斯泰市鎮合并为上道加瓦市镇。